# Христоффер Сундгрен
Христоффер Сундґрен (швед. Christoffer Sundgren) — шведський керлінгіст, олімпійський чемпіон та медаліст, чемпіон світу, чотириразовий чемпіон  Європи, чемпіон Універсіади. 

## Кар'єра
Срібну олімпійську медаль  Сундргрен виборов на Пхьончханській олімпіаді 2018 року, граючи лідом (першим) у команді Нікласа Едіна. 